# Kesbern
Kesbern ist ein Stadtteil von Iserlohn in Nordrhein-Westfalen, Deutschland. Die Stadt Iserlohn mit ihrem Stadtteil Kesbern liegt im Nordwesten des Sauerlandes und gehört zum Märkischen Kreis. Ende 2024 hatte Kesbern knapp 400 Einwohner.
Bis 1974 gehörte die ehemalige Gemeinde Kesbern zum Amt Hemer im damaligen Kreis Iserlohn. Am 1. Januar 1975 wurde sie in die Stadt Iserlohn eingemeindet. Kesbern ist der südlichste Stadtteil von Iserlohn. Im Süden Kesberns befindet sich der Flugplatz Altena-Hegenscheid. Westlich des Ortes liegt das Naturschutzgebiet Kesberner Kalkbuchenwald.

## Wappen
Die Pflugscharen des Wappens der ehemaligen Gemeinde symbolisieren den ländlich-dörflichen Charakter Kesberns. Die Wolfsangeln bezeichnen die frühere Zugehörigkeit zum ehemaligen Amt Hemer. Die drei „Hügel“ stehen für das gebirgige Gebiet der früheren Gemeinde.